# Antoine de Lamothe-Cadillac
Antoine de Lamothe-Cadillac   (Sent Micolau de la Grava, 5 de març de 1658 - Los Sarrasins, 16 d'octubre de 1730) va ser un explorador francès a Nova França actualment la zona d'Amèrica del Nord que va de l'est del Canadà al nord de Louisiana. Arribà amb 25 anys a Amèrica. L'any 1683 partint d'una modesta situació com tramper i comerciant d'alcohol i pells aconseguí una important posició política a la colònia francesa d'Acàdia. Va ser el comandant de Fort de Buade, actualment St. Ignace, Michigan, el 1694. El 1701, fundà Fort Pontchartrain du Détroit, l'inici del modern Detroit, que va governar fins a 1710. Va ser el tercer governador francès de Louisiana. La Mothe va ser empresonat durant uns mesos a Quebec el 1704, i després a la Bastilla quan va tornar a França el 1717. Morí a Castelsarrasin.
William H. Murphy i Henry M. Leland, fundadors de la companyia d'automòbils Cadillac li rendiren homenatge en fer servir el seu nom en l'escut d'aquesta companyia el 1902. Hi ha diversos topònims amb el seu nom a l'Amèrica del Nord com són Cadillac Mountain, Maine, i la ciutat de Cadillac, Michigan.